# Sostea
Sostea é um género de escaravelho aquático da família Dryopidae, descrito por Pascoe em 1860.

## Espécies
- Sostea aeneipennis, Pascoe, 1860[2]
- Sostea analis, Grouvelle, 1896[3]
- Sostea angusta, Hinton, 1937[4]
- Sostea atra, Grouvelle, 1896[5]
- Sostea atramentaria, Grouvelle, 1915[6]
- Sostea atrocyanea, Grouvelle, 1896[7]
- Sostea birmanica, Grouvelle, 1892[8]
- Sostea carbonaria, Pascoe, 1860[9]
- Sostea confusa, Hinton, 1936[10]
- Sostea crassa, Hinton, 1936[11]
- Sostea cribrosa, Grouvelle, 1903[12]
- Sostea cyanea, Hinton, 1936[13]
- Sostea cyanoptera, Pascoe, 1860[14]
- Sostea diversa, Pic, 1924[15]
- Sostea dubia, Grouvelle, 1896[16]
- Sostea ebenina, Grouvelle, 1915[17]
- Sostea elmoides, Pascoe, 1860[18]
- Sostea fasciata, Grouvelle, 1896[19]
- Sostea fryi, Grouvelle, 1896[20]
- Sostea fusca, Hinton, 1936[21]
- Sostea haemorrhoidalis, Grouvelle, 1896[22]
- Sostea hirta, Grouvelle, 1896[23]
- Sostea hirtifera, Waterhouse, 1876[24]
- Sostea hobbyi, Hinton, 1936[25]
- Sostea insolita, Hinton, 1936[26]
- Sostea maculata, Grouvelle, 1903[27]
- Sostea madagascariensis, Grouvelle, 1902[28]
- Sostea murina, Hinton, 1937[29]
- Sostea neotropica, Hinton, 1936[30]
- Sostea parva, Hinton, 1936 [31]
- Sostea picea, Waterhouse, 1876[32]
- Sostea picina, Grouvelle, 1896[33]
- Sostea pilula, Grouvelle, 1898[34]
- Sostea punctiventris, Hinton, 1936 [35]
- Sostea robusta, Pic, 1924[36]
- Sostea rufoapicalis, Pic, 1924[37]
- Sostea sangirensis, Pic, 1924[38]
- Sostea scottianus, Hinton, 1936[39]
- Sostea secuta, Pascoe, 1860[40]
- Sostea semistriata, Pic, 1924[41]
- Sostea sodalis, Waterhouse, 1876[42]
- Sostea striata, Grouvelle, 1896[43]
- Sostea tarawakana, Delève, 1973[44]
- Sostea thoracica, Hinton, 1936[45]
- Sostea tomentosa, Grouvelle, 1896[46]
- Sostea variolata, Hinton, 1937[47]
- Sostea vicina, Hinton, 1936[48]
- Sostea viridipennis, Grouvelle, 1896[49]
- Sostea westwoodi, Pascoe, 1860[50]